# Короткий опис чорних татар
«Коро́ткий о́пис чо́рних тата́р» (кит.: 黑鞑事略, 黑韃事略, піньїнь: Hēidá shìlüè; англ. Short report on the Black Tatars, Hei-ta Shih-lüeh) — китайський історичний твір часів династії Сун. Складається з одного сувою. Упорядкований 1237 року сунськими істориками-конфуціанцями — Пен Дая (彭大雅) і Сюй Тіном (徐霆). Розповідає про становлення Монгольської імперії, її політично-соціальний устрій, звичаї монголів (чорних татар) та інших кочовиків. Цінне історичне джерело з середньовічної історії народів Євразійського степу. У праці згадуються половці (кумани; (кит.: 克鼻稍, kèbíshāo, кебішао).